# 長野県道221号宮田沢渡線
長野県道221号宮田沢渡線（ながのけんどう221ごう みやださわんどせん）は、長野県上伊那郡宮田村と伊那市西春近を結ぶ一般県道。

## 概要

### 路線データ
- 起点：上伊那郡宮田村（駒ヶ原交差点、国道153号交点）
- 終点：伊那市（沢渡南交差点、国道153号交点）

## 通過する自治体
- 上伊那郡宮田村 - 伊那市

## 交差する道路
- 国道153号
- 長野県道213号栗林宮田停車場線

## 周辺
- 宮田村立宮田小学校
- 飯田線 宮田駅
- タカノ本社、特品工場、伊那工場
- 飯田線 赤木駅
- 伊那市立西春近南小学校
- 伊那食品工業藤沢工場
- 飯田線 沢渡駅
- JA上伊那西春近支所
- 伊那市西春近支所